# 鳥取県道320号羽合東伯線
鳥取県道320号羽合東伯線（とっとりけんどう320ごう はわいとうはくせん）は、鳥取県東伯郡湯梨浜町から東伯郡琴浦町に至る一般県道である。

## 概要
東伯郡湯梨浜町はわい長瀬から東伯郡琴浦町大字槻下に至る。
本路線は北条バイパス開通前（1990年（平成2年）11月8日以前）の国道9号である。北条バイパス開通により旧道化した部分のうち、国道179号に移行しなかった部分が1991年（平成3年）4月1日に本路線に移行した。

### 路線データ
- 起点：鳥取県東伯郡湯梨浜町はわい長瀬（新川・浜入口交差点、国道9号交点、山陰自動車道 はわいIC）
- 終点：鳥取県東伯郡琴浦町大字槻下（二軒屋交差点、国道9号交点、山陰自動車道 大栄東伯IC）
- 総延長：14.8 km

## 歴史
- 1991年（平成3年）3月26日 - 鳥取県告示第292号により認定[1]。

国道9号北条バイパス開通により旧道化した部分のうち、同告示第293号により国道179号に移行しなかった部分が国道指定を解除されたことに伴い、同告示第294号により東伯郡羽合町田後・田後交差点 - 東伯郡東伯町槻下・二軒屋交差点間（12,543 m）として区域決定。
- 1995年（平成7年）3月31日 - 鳥取県告示第304・307・308号により、国道179号海田バイパス開通に伴い、当路線のうち、東伯郡羽合町田後・田後交差点 - 同・田後西交差点間（407 m）が国道指定され、国道179号に移行した。これに伴い、起点が東伯郡羽合町田後・田後西交差点に変更された[2]。
- 2001年（平成13年）3月31日 - 鳥取県告示第234号により、東伯郡羽合町長瀬・長瀬新川入口交差点 - 東伯郡羽合町久留・羽合町役場入口交差点間（720 m）が区域決定。これに伴い、起点が東伯郡羽合町長瀬・長瀬新川入口交差点に変更された[3]。
- 2003年（平成15年）3月31日 - 鳥取県告示第213・215号により、東伯郡羽合町長瀬・長瀬新川入口交差点 - 東伯郡羽合町久留・羽合町役場入口交差点間（720 m）が供用開始。東伯郡羽合町久留・羽合町役場入口交差点 - 東伯郡羽合町田後・田後西交差点間（1,860 m）が区域決定のうえ国道179号との重用区間となる。これに伴い、東伯郡羽合町田後・田後交差点 - 同・田後西交差点間（407 m）が再び当路線（国道179号との重用区間）となる[4]。
- 2009年（平成21年）3月31日 - 鳥取県告示第221号により、東伯郡北栄町北尾・北尾交差点 - 東伯郡北栄町下神・下神交差点間が鳥取県道250号亀谷北条線との重用区間となる[5][6]。
- 2017年（平成29年）8月1日 - 長瀬新川入口交差点を新川・浜入口交差点に改称。
- 2019年（令和元年）9月10日 - 鳥取県告示第233・235号により、東伯郡北栄町六尾・由良川橋西詰交差点 - 東伯郡北栄町由良宿・北栄町役場大栄庁舎前交差点間が鳥取県道23号倉吉由良線との重用区間となる[7][8]。

## 路線状況

### 重複区間
- 国道179号（東伯郡湯梨浜町大字久留・湯梨浜町役場入口交差点 - 東伯郡湯梨浜町大字田後・田後西交差点）
- 鳥取県道23号倉吉由良線支線（東伯郡北栄町西園 - 東伯郡北栄町六尾・由良川橋西詰交差点）
- 鳥取県道23号倉吉由良線本線（東伯郡北栄町六尾・由良川橋西詰交差点 - 東伯郡北栄町由良宿・北栄町役場大栄庁舎前交差点）
- 鳥取県道167号由良停車場線（東伯郡北栄町由良宿・北栄町役場大栄庁舎前交差点 - 東伯郡北栄町由良宿・由良駅前交差点）

### 道路施設

#### 橋梁
- 天神橋（天神川、東伯郡湯梨浜町）
- 由良川橋（由良川、東伯郡北条町、鳥取県道23号倉吉由良線本線重複区間内）
- 中央橋（前川、東伯郡北条町）

## 地理

### 通過する自治体
- 鳥取県
  - 東伯郡湯梨浜町 - 東伯郡北栄町 - 東伯郡琴浦町

### 交差する道路
| 交差する道路                                                                          | 市町村名 | 市町村名 | 交差する場所 | 交差する場所                     |
| ------------------------------------------------------------------------------------- | -------- | -------- | ------------ | -------------------------------- |
| E9 山陰自動車道 国道9号                                                               | 東伯郡   | 湯梨浜町 | はわい長瀬   | 新川・浜入口交差点 7 はわいIC    |
| 国道179号 重複区間起点 鳥取県道248号長江羽合線                                        | 東伯郡   | 湯梨浜町 | 大字久留     | 湯梨浜町役場入口交差点           |
| 鳥取県道199号上浅津田後線                                                             | 東伯郡   | 湯梨浜町 | 大字田後     | はわい温泉入口交差点             |
| 鳥取県道200号長和田羽合線                                                             | 東伯郡   | 湯梨浜町 | 大字田後     | 田後東交差点                     |
| 国道179号 重複区間終点                                                                | 東伯郡   | 湯梨浜町 | 大字田後     | 田後西交差点                     |
| 鳥取県道501号倉吉東郷自転車道線                                                       | 東伯郡   | 湯梨浜町 | 大字田後     |                                  |
| 鳥取県道161号倉吉江北線                                                               | 東伯郡   | 北栄町   | 江北         | 天神橋西交差点                   |
| 鳥取県道249号清谷北条線                                                               | 東伯郡   | 北栄町   | 江北         |                                  |
| 鳥取県道201号上井北条線                                                               | 東伯郡   | 北栄町   | 北尾         | 北尾交差点                       |
| 北条湯原道路 / 北条倉吉道路                                                           | 東伯郡   | 北栄町   | 下神         | 北栄IC入口交差点 2 北栄IC        |
| 鳥取県道250号亀谷北条線                                                               | 東伯郡   | 北栄町   | 下神         | 下神交差点                       |
| 鳥取県道23号倉吉由良線 / 支線 重複区間起点                                            | 東伯郡   | 北栄町   | 西園         |                                  |
| 鳥取県道23号倉吉由良線 / 本線 重複区間起点 鳥取県道23号倉吉由良線 / 支線 重複区間終点 | 東伯郡   | 北栄町   | 六尾         | 由良川橋西詰交差点               |
| 鳥取県道23号倉吉由良線 / 本線 重複区間終点 鳥取県道167号由良停車場線 重複区間終点     | 東伯郡   | 北栄町   | 由良宿       | 北栄町役場大栄庁舎前交差点       |
| 鳥取県道167号由良停車場線 重複区間終点                                                | 東伯郡   | 北栄町   | 由良宿       | 由良駅前交差点                   |
| 鳥取県道297号上大立大栄線                                                             | 東伯郡   | 北栄町   | 由良宿       | 由良宿西交差点                   |
| 鳥取県道204号福永由良線                                                               | 東伯郡   | 北栄町   | 北栄町大谷   | 大谷西口交差点                   |
| E9 山陰自動車道 国道9号                                                               | 東伯郡   | 琴浦町   | 槻下         | 二軒屋交差点 / 終点 9 大栄東伯IC |

### 交差する鉄道
- 山陰本線

### 沿線
- 旧国道9号：鳥取県東伯郡湯梨浜町大字久留（国道179号・鳥取県道248号長江羽合線交点） - 終点
- 湯梨浜町役場
- 北栄町役場
- 北栄町立北条小学校
- JR西日本山陰本線
  - 下北条駅 - 由良駅
- 鳥取県立鳥取中央育英高等学校